# 你好？是我！
《你好？是我！》（：／），為韓國KBS 2TV於2021年2月17日起播出的水木連續劇，由《為何那樣，奉尚先生》、《Born Again》的李炫錫導演與劉松詒編劇合作打造。此劇改編自小說《神奇女孩》，講述不論是戀愛、工作、夢想都變得平淡的37歲女子荷妮，突然遇見二十年前什麼都不怕，對所有事情都很熱情的自己，因此治癒了過往傷痛安慰的成長故事。
Netflix於2月17日起每周三四22:00(UTC+8)全球同步播出。

## 演員陣容

### 主要人物
| 演員                    | 角色               | 介紹 |
| 崔江姬                  | 潘荷妮             | 37歲，沒有夢想、目標、希望的祖雅糖果公司合約職員，為了宣傳公司新推出的餅乾而戴著魷魚人偶努力地宣傳。即使忍受小朋友們的嘲笑也依然堅持跳舞，但是在摘下面具的瞬間，面色卻非常難看，這是不為人知的祕密。她已經放棄了一切，抱著就這樣馬虎地活著的信念。現在，她寄住在姐姐的高級公寓內，經常看別人眼色。當她想著就這樣死掉的時候，在她面前出現了17歲的自己，二十年前的自己開始讓她重獲自信。                                                 |
| 李蕊                    | 潘荷妮             | 17歲，臉蛋漂亮，舞跳得好，性格也很好，是學校受歡迎的人物。如果看見弱者受欺負，會毫不猶豫地揮起強拳對抗，是個見義勇為的女生。她獨有的自信是讓她更加突出和出彩的根源，當時的她最愛的不是任何人而是自己，相信宇宙的中心也是自己的，夢想成為偶像站在舞臺上。然則，這時20年後的自己出現在眼前，一切變得一團糟。曾以為燦爛的未來，被眼前年老、簡陋、甚至沒有自尊心的37歲版本所動搖。                                                         |
| 金英光 （童年：崔乘訓） | 韓宥賢             | 30歲，不懂事的富家子，祖雅公司會長的獨子，精通擊劍、巴西柔術、騎馬、潛水等各種運動，甚至作曲、料理、畫畫等也擅長。全都學過之後，他才發現自己無所不能。他仍然未知道自己的夢想是什麼，現在唯一的生活目標是快樂地過每一天。這樣，他遇到很大的困難。他的爸爸向他說如果在一週內不能掙到100萬韓元就會被趕出家門。然則辛苦了一週，拿到的錢只有28700韓元，結果爸爸叫他在還清養育成本之前別想回家。但是倔強的他認為爸爸讓自己還錢，他就那麼辦。 |
| 音文碩                  | Anthony （楊春植） | 37歲，韓國最厲害的藝人，曾經是一顆巨星，在電視劇選角和廣告邀約都排名首位。他以前長得土裏土氣，遇上好醫生後脫胎換骨，以甜美的形象獲大量人氣，但是現在的人氣卻急速下滑。他患有先天性乳糖不耐症，只要喝牛奶就會馬上肚瀉，所以首要拍攝條件就是擁有個人廁所。但是，比起掉落的人氣，他面臨更大的人生危機是有人在攝影棚化妝間鏡子上，以紅色大字寫上「楊春植！我知道你17歲的時候做過的事情」。他開始擔心自己醜惡的過去被揭露，開始害怕起來。   |

### 荷妮周邊人物
| 演員   | 角色   | 介紹 |
| 金炳春 | 潘基泰 | 荷英、荷妮已逝世的爸爸，出租車司機，非常寵愛女兒的女兒傻瓜。為了寵愛荷妮，已有為了她可以做任何事情的準備。 |
| 尹福仁 | 池玉貞 | 荷英、荷妮的媽媽，出租車司機。在丈夫去世後，她代替丈夫駕著出租車維持生計。由於擔起獨自撫養兩個女兒的重擔，這份責任感逐漸改變了她，讓她成為比任何人都自強的女人，但是，只要看到在成長後變了的荷妮，她的心就會變得無比脆弱。 |
| 金容琳 | 李紅蓮 | 荷英、荷妮的祖母，基泰的媽媽，特別疼愛荷妮。患上癡呆症後，一看到荷妮就急得吃不下去。 |
| 鄭怡朗 | 潘荷英 | 荷妮的姐姐，整形外科院長。雖然她聰明到在學生時代每年都拿全校第一，但奇怪的是只要站在妹妹面前就會變得畏首畏尾。在高考前，她患上了壓力性脫髮，被荷妮戲稱爲禿鷲，但現在戴上了豐盛的假髮後，誰都不知道這個事實。               |
| 文成賢 | 蔡成宇 | 荷英、治秀的兒子，相信人生的成功取決於學歷、職業、地位的小大人。16歲他就考上了常春藤大學，但是回國後遇到17歲的荷妮，經歷了一段撕心裂肺的單戀，在冰冷的理科感性中成為了歌唱天空、風和星星、詩的文科感性男生。               |

### 宥賢周邊人物
| 演員   | 角色   | 介紹 |
| 金有美 | 吳智恩 | 道允的妻子，產品開發組組長，擁有完美的能力和外貌，再加上作為財閥媳婦的地位和優雅，可謂擁有了一切。事實上，她在童年時沒有的東西比擁有的更多，沒有父母的她在不富裕的環境中與奶奶孤獨地生活。但是與道允結婚後，為了不在生活中出現「貧氣」、「土氣」，一絲不苟地過著完美的生活。                   |
| 池承炫 | 楊道允 | 祖雅公司企劃理事，智淑的兒子，宥賢的堂兄。雖然他具有溫柔的領導能力，但是一看到媽媽就會不由自主地低下頭，人生按照媽媽沒有一絲誤差地的計劃運行。穿、吃、愛好、人生目標，甚至喜歡的玩具，都在媽媽的控制下。雖然被勒緊手腳讓他感到窒息，但得益於此，他具備了連缺點都找不到的完美財閥繼承者的形象。 |
| 尹柱相 | 韓智萬 | 祖雅公司會長，宥賢的爸爸。他經常在超市裏晃來晃去，並徘徊在試吃櫃檯前，看起來像是無所事事的老爺爺。但是他看人的眼光準確，亦有冷靜企業家的思路，特別是對公司情有獨鍾。他認為餅乾不是單純的零食，而是某人的快樂和回憶，不分男女老少貧富，都要讓餅乾成為他們最親近的朋友。                         |
| 白賢珠 | 韓智淑 | 道允的媽媽，宥賢的姑母。與溫暖的外貌不同，她實際充滿野心。由於是女人，她被擠出繼承行列，因此對繼承公司的哥哥懷恨在心，但卻徹底隱藏了自己的內心裏。對智萬來說，她是比任何人都擔心自己的妹妹，對小時候失去媽媽的侄子宥賢來說，是飽含傷痛的溫柔姑姑。                                             |

### 祖雅糖果公司
| 演員   | 角色   | 介紹 |
| 崔泰煥 | 車勝碩 | 秘書室新職員，是通過200比1的競爭率進入秘書室的優秀人才，但現在不知什麼原因，他替宥賢解決大量麻煩的事。在宥賢面前，他嘻嘻哈哈地笑著，毫無怨言地處理善後工作，在後面收起笑容向某人報告。 |
| 金美花 | 姜金子 | 祖雅糖果食堂廚師，雖然廚房工作非常辛苦，每天都會出現腿部浮腫，但彼此開著愉快的玩笑，愉快地堅持了下來。剛開始她們嘲笑總是說些傻話的宥賢，但看到他溫順的樣子漸漸成為他的忠實粉絲。       |
| 金道妍 | 車美子 | 祖雅糖果食堂廚師，雖然廚房工作非常辛苦，每天都會出現腿部浮腫，但彼此開著愉快的玩笑，愉快地堅持了下來。剛開始她們嘲笑總是說些傻話的宥賢，但看到他溫順的樣子漸漸成為他的忠實粉絲。       |
| 申文成 | 高正道 | 產品開發組科長，營銷天才，因為把巧克力餅乾賣到越南而成為傳奇的營業員，目前的煩惱是越來越肆無忌憚的女兒素慧。                                                                           |
| 高佑麗 | 方玉珠 | 產品開發組職員，對減肥有獨到見解，幾乎每天都有強迫症堅持做運動。在試吃餅乾的日子間，她的能量是其他日子的兩倍。                                                                         |
| 金基里 | 金容和 | 產品開發組研究員，為了產品感官檢查，總是努力維持最佳的味覺狀態，絕對不會喝酒、吸煙和吃刺激性食物。                                                                                     |

### Anthony經紀公司
| 演員   | 角色   | 介紹 |
| 崔大哲 | 朴正萬 | Anthony經紀公司代表，高中時期使他成為韓國頂級明星。在Anthony面前，他總是面帶微笑，迎合他的口味。                                                                     |
| 姜太䝬 | 閔慶植 | Anthony的經紀人，經常遭到他刁難但不敢吱聲。所以看到Anthony被17歲的荷妮嚇到的樣子，就會暗自覺得很開心。但是每當這時，好奇心就會越來越大，希望知道17歲的荷妮究竟是誰。 |

### 2000年人物
| 演員   | 角色   | 介紹 |
| 金相宇 | 楊春植 | 就像自由奔放的五官一樣，性格也是目中無人，一切都是任性的。雖然經常帶着瘋子欺負同學，學習也毫不用心，但是卻對荷妮一片癡情。荷妮總是叫他「蒼蠅」，認為自己受她關注一樣，心情很好。 |
| 李瑞淵 | 吳智誾 | 荷妮的至親，即使擦亮眼睛尋找，也沒有一處美麗的角落，也沒有人氣。學期初，因為賣海鮮的奶奶被孤立，說她身上有腥味，當時救了她正是荷妮。荷妮像蠟筆小新一樣，當她被欺負時，不管在哪裏都會出現，用腳踢一下就踢飛欺凌者，連學校老大混混也不例外。因此，對於她來說，荷妮是比任何人都好的榜樣，也是比生命更珍貴的朋友。 |

### 其他人物
| 演員   | 角色       | 介紹                                                                                       |
| 李秀赫 | 巡邏員警   | 特別演出                                                                                   |
| 張基龍 | 巡邏員警   | 特別演出                                                                                   |
| 朴哲民 | 羅英圭     | 兄弟超市東主，在荷妮17歲時居住的村子裏經營一家叫做「兄弟超市」的老舊小店。                 |
| 鄭大路 | 羅日圭     | 兄弟超市東主，在荷妮17歲時居住的村子裏經營一家叫做「兄弟超市」的老舊小店。                 |
| 趙慶勳 | 趙南權     | 高利貸放債人，與只做壞事的樣子不同，擁有絕佳的守法精神，對荷妮也伸出援助之手。             |
| 李圭賢 | 喬布斯公子 | 用數學和iPad算命的男人，模仿喬布斯的風格穿搭，是最先發現37歲荷妮和17歲荷妮關係的秘密人物。 |
| 李彩薇 | 高素慧     | 正道的女兒                                                                                 |

## 原聲帶
- Part.1（發行日期：2021年2月18日）

| 曲序 | 曲目             | 演唱    | 时长 |
| ---- | ---------------- | ------- | ---- |
| 1.   | Wake Up          | Weeekly | 3:11 |
| 2.   | Wake Up（Inst.） |         | 3:11 |

- Part.2（發行日期：2021年2月25日）

| 曲序 | 曲目            | 演唱   | 时长 |
| ---- | --------------- | ------ | ---- |
| 1.   | 今晚（오늘 밤） | 李珉赫 | 3:55 |
| 2.   | 今晚（Inst.）   |        | 3:55 |

- Part.3（發行日期：2021年3月4日）

| 曲序 | 曲目          | 演唱         | 时长 |
| ---- | ------------- | ------------ | ---- |
| 1.   | 3!4!          | Soya、DinDin | 3:51 |
| 2.   | 3!4!（Inst.） |              | 3:51 |

- Part.4（發行日期：2021年3月11日）

| 曲序 | 曲目                                   | 演唱 | 时长 |
| ---- | -------------------------------------- | ---- | ---- |
| 1.   | 那個時間，那個空間（그 시간, 그 공간） | 許閣 | 3:07 |
| 2.   | 那個時間，那個空間（Inst.）            |      | 3:07 |

- Part.5（發行日期：2021年3月21日）

| 曲序 | 曲目            | 演唱   | 时长 |
| ---- | --------------- | ------ | ---- |
| 1.   | 陰天（흐린 날） | Sondia | 4:05 |
| 2.   | 陰天（Inst.）   |        | 4:05 |

- Part.6（發行日期：2021年3月26日）

| 曲序 | 曲目                              | 演唱 | 时长 |
| ---- | --------------------------------- | ---- | ---- |
| 1.   | 請你不要對我笑（웃어주지 말아요） | 昭宥 | 3:31 |
| 2.   | 請你不要對我笑（Inst.）           |      | 3:31 |

- Part.7（發行日期：2021年4月1日）

| 曲序 | 曲目                                             | 演唱   | 时长 |
| ---- | ------------------------------------------------ | ------ | ---- |
| 1.   | 活著不都是那樣嗎（산다는 건 다 그런게 아니겠니） | Floody | 3:41 |
| 2.   | 活著不都是那樣嗎（Inst.）                        |        | 3:41 |

- Part.8（發行日期：2021年4月8日）

| 曲序 | 曲目                                 | 演唱             | 时长 |
| ---- | ------------------------------------ | ---------------- | ---- |
| 1.   | 這是不是負擔嗎（부담이 되진 않을까） | oceanfromtheblue | 3:41 |
| 2.   | 无题（Inst.）                        |                  | 3:41 |

## 收視率
| 集數       | 集數       | 播出日期   | AGB收視率        |
| 集數       | 集數       | 播出日期   | 大韓民國（全國） |
| ---------- | ---------- | ---------- | ---------------- |
| 1          | 1部        | 2021/02/17 | 3.8%             |
| 1          | 2部        | 2021/02/17 | 4.9%             |
| 2          | 1部        | 2021/02/18 | 3.1%             |
| 2          | 2部        | 2021/02/18 | 3.6%             |
| 3          | 1部        | 2021/02/24 | 3.2%             |
| 3          | 2部        | 2021/02/24 | 5.1%             |
| 4          | 1部        | 2021/02/25 | 2.7%             |
| 4          | 2部        | 2021/02/25 | 3.1%             |
| 5          | 1部        | 2021/03/03 | 3.4%             |
| 5          | 2部        | 2021/03/03 | 3.9%             |
| 6          | 1部        | 2021/03/04 | 2.3%             |
| 6          | 2部        | 2021/03/04 | 3.1%             |
| 7          | 1部        | 2021/03/10 | 3.0%             |
| 7          | 2部        | 2021/03/10 | 3.9%             |
| 8          | 1部        | 2021/03/11 | 2.7%             |
| 8          | 2部        | 2021/03/11 | 3.4%             |
| 9          | 1部        | 2021/03/17 | 2.8%             |
| 9          | 2部        | 2021/03/17 | 3.7%             |
| 10         | 1部        | 2021/03/18 | 2.7%             |
| 10         | 2部        | 2021/03/18 | 3.5%             |
| 11         | 1部        | 2021/03/24 | 2.6%             |
| 11         | 2部        | 2021/03/24 | 3.9%             |
| 12         | 1部        | 2021/03/25 | 2.5%             |
| 12         | 2部        | 2021/03/25 | 3.2%             |
| 13         | 1部        | 2021/03/31 | 2.7%             |
| 13         | 2部        | 2021/03/31 | 3.7%             |
| 14         | 1部        | 2021/04/01 | 2.7%             |
| 14         | 2部        | 2021/04/01 | 4.0%             |
| 15         | 1部        | 2021/04/07 | 3.3%             |
| 15         | 2部        | 2021/04/07 | 4.2%             |
| 16         | 1部        | 2021/04/08 | 3.3%             |
| 16         | 2部        | 2021/04/08 | 4.0%             |
| 平均收視率 | 平均收視率 | 平均收視率 | 3.38%            |

- 收視最低的集數以藍色表示，收視最高的集數以紅色表示，而空格則表示該集的收視沒有相關數據。

## 同時段競爭作品
- MBC 水木連續劇：《Oh！珠仁君》
- JTBC 水木迷你連續劇：《Sisyphus: the myth》
- tvN 水木連續劇：《Mouse》

## 提名及獲獎列表
| 年度   | 頒獎典禮    | 獎項                          | 入圍者 | 結果 |
| 2021年 | KBS演技大獎 | 迷你電視劇部門 女子優秀演技獎 | 崔江姬 | 提名 |
| 2021年 | KBS演技大獎 | 女子青少年獎                  | 李蕊   | 獲獎 |
| 2021年 | KBS演技大獎 | 男子人氣獎                    | 金英光 | 提名 |
| 2021年 | KBS演技大獎 | 男子人氣獎                    | 陰文碩 | 提名 |
| 2021年 | KBS演技大獎 | 女子人氣獎                    | 崔江姬 | 提名 |

## 外部連結
- 韓國KBS官方網站

| KBS2 水木劇                                       | KBS2 水木劇                                  | KBS2 水木劇 |
| ------------------------------------------------- | -------------------------------------------- | ----------- |
|                                                   | 你好？是我！ （2021年2月17日－2021年4月8日） |             |
| 出軌的話就死定了 （2020年12月2日－2021年1月28日） | 大發不動產 （2021年4月14日－2021年6月3日）   |             |